# 데벨 식스틴
데벨 식스틴(영어: Devel Sixteen)는 아랍에미리트 두바이에 위치한 자동차 제조 기업인 데벨 모터스(영어: Devel Motors)에서 생산하는 하이퍼카이다. 2013년에 두바이 모터쇼에서 최초로 프로토타입 모델이 출시되었고, 엔진은 V16형 엔진이 탑재되었고, 5000마력까지 출력을 낼 수 있다. 당시 최고 속도의 목표는 560km/h이며 당시 발표된 가격은 170만 달러에 판매할 계획을 세웠다. 2022년 8월에 V8 엔진을 탑재한 양산형이 출시되었다.